# آنا بنتلي
آنا بنتلي (بالإنجليزية: Anna Bentley)‏ هي مبارزة بالسيف بريطانية، ولدت في 28 يناير 1981 في أبردين في مملكة اسكتلندا.

## وصلات خارجية
- آنا بنتلي على موقع الاتحاد الدولي للمبارزة (الإنجليزية)
- آنا بنتلي على موقع الاتحاد الأوروبي للمبارزة (الإنجليزية)
- آنا بنتلي على موقع اللجنة الأولمبية الدولية (الإنجليزية)
- آنا بنتلي على موقع أوليمبيديا (الإنجليزية)
- آنا بنتلي على موقع اللجنة الأولمبية البريطانية (الإنجليزية)